# 하타노촌 (교토부)
하타노촌(일본어: 畑野村)은 일본 교토부 미나미쿠와다군에 설치되었던 촌이다. 현재의 가메오카시에 해당한다.